# Gabinete Starmer
O Gabinete Starmer começou em 5 de julho de 2024, quando Sir Keir Starmer foi convidado pelo Rei Carlos III a formar um governo, após a renúncia de Rishi Sunak em 5 de julho de 2024, depois das eleições gerais em 4 de julho.
Este artigo é uma lista de todos os ministros, passados e presentes, sob o governo de Starmer.

## Contexto
Starmer formou seu governo entre 5 e 7 de julho, com a primeira reunião do novo Gabinete em 6 de julho e o novo Parlamento sendo convocado para se reunir em 9 de julho. Seu governo destacou-se pela representação política feminina, nomeando mulheres para metade do Gabinete (incluindo Rachel Reeves como a primeira mulher Chanceler do Tesouro na história britânica) e três das cinco principais posições no governo britânico, incluindo Angela Rayner como sua Vice-Primeira-Ministra. Starmer também nomeou três especialistas que não pertencem ao seu partido, como o cientista Patrick Vallance como Ministro de Estado para a Ciência.
O governo inclui alguns ministros dos governos New Labour de Tony Blair e Gordon Brown, como Hilary Benn, Yvette Cooper e Ed Miliband no gabinete, e Jacqui Smith e Douglas Alexander como ministros juniores.

## Gabinete
| Função                                                                                  | Foto                  | Ministro(a)               | Tempo                    |
| Gabinete de Ministros                                                                   | Gabinete de Ministros | Gabinete de Ministros     | Gabinete de Ministros    |
| --------------------------------------------------------------------------------------- | --------------------- | ------------------------- | ------------------------ |
| Primeiro-ministro Primeiro Lorde do Tesouro                                             |                       | O M. H. Sir Keir Starmer  | Julho de 2024 – presente |
| Vice-primeira-ministra Secretário de Estado para Igualdade, Habitação e Comunidades     |                       | O M. H. Angela Rayner     | Julho de 2024 – presente |
| Chanceler do Tesouro Segundo Lorde do Tesouro                                           |                       | O M. H. Rachel Reeves     | Julho de 2024 – presente |
| Secretário de Estado para Assuntos Estrangeiros, da Commonwealth e de Desenvolvimento   |                       | O M. H. David Lammy       | Julho de 2024 – presente |
| Secretário de Estado para os Assuntos Internos                                          |                       | O M. H. Yvette Cooper     | Julho de 2024 – presente |
| Secretário de Estado para a Defesa                                                      |                       | O M. H. John Healey       | Julho de 2024 – presente |
| Secretário de Estado da Justiça Lorde Chanceler                                         |                       | Shabana Mahmood           | Julho de 2024 – presente |
| Chanceler do Ducado de Lancaster                                                        |                       | O M. H. Pat McFadden      | Julho de 2024 – presente |
| Secretário de Estado para Saúde e Assistência Social                                    |                       | Wes Streeting             | Julho de 2024 – presente |
| Líder da Câmara dos Comuns Lorde Presidente do Conselho                                 |                       | Lucy Powell               | Julho de 2024 – presente |
| Líder da Câmara dos Lordes Lorde Guardião do Selo Privado                               |                       | O M. H. Angela Smith CV   | Julho de 2024 – presente |
| Secretário de Estado para Segurança Energética e Zero Emissões                          |                       | O M. H. Ed Miliband       | Julho de 2024 – presente |
| Secretário de Estado para Meio Ambiente, Alimentos e Assuntos Rurais                    |                       | Steve Reed                | Julho de 2024 – presente |
| Secretário de Estado para Negócios e Comércio Presidente do Conselho de Comércio        |                       | Jonathan Reynolds         | Julho de 2024 – presente |
| Secretário de Estado para Trabalho e Pensões                                            |                       | Liz Kendall               | Julho de 2024 – presente |
| Secretário de Estado para Educação                                                      |                       | Bridget Phillipson        | Julho de 2024 – presente |
| Secretário de Estado para Transportes                                                   |                       | Louise Haigh              | Julho de 2024 – presente |
| Secretário de Estado para Cultura, Mídia e Esporte                                      |                       | Lisa Nandy                | Julho de 2024 – presente |
| Secretário de Estado para a Irlanda do Norte                                            |                       | O M. H. Hilary Benn       | Julho de 2024 – presente |
| Secretário de Estado para a Escócia                                                     |                       | Ian Murray                | Julho de 2024 – presente |
| Secretário de Estado para o País de Gales                                               |                       | Jo Stevens                | Julho de 2024 – presente |
| Secretário de Estado para Ciência, Inovação e Tecnologia                                |                       | Peter Kyle                | Julho de 2024 – presente |
| Also attending Cabinet                                                                  |                       |                           |                          |
| Secretário Parlamentar do Tesouro Chefe do Partido na Câmara dos Comuns                 |                       | O M. H. Sir Alan Campbell | Julho de 2024 – presente |
| Secretário Chefe do Tesouro                                                             |                       | Darren Jones              | Julho de 2024 – presente |
| Procurador-Geral para Inglaterra e País de Gales Advogado-Geral para a Irlanda do Norte |                       | Richard Hermer            | Julho de 2024 – presente |

### Mudanças
- Thangam Debbonaire (Secretária de Estado Sombra para Cultura, Mídia e Esporte) perdeu seu assento e Lisa Nandy foi nomeada em seu lugar. O papel de Nandy na oposição (Ministra Sombra para o Desenvolvimento Internacional) não aparece entre as nomeações do Gabinete, com o departamento tendo sido incorporado ao Ministério das Relações Exteriores pelo governo anterior e não reformado por Starmer.
- Jonathan Ashworth (Pagador Geral Sombra) perdeu seu assento e um sucessor no governo ainda não foi nomeado.
- Nick Thomas-Symonds (Ministro Sombra sem Pasta) não foi nomeado para o Gabinete.
- Anneliese Dodds (Secretária Sombra para Mulheres e Igualdade) não foi formalmente nomeada como membro pleno do Gabinete, no entanto, Dodds foi fotografada participando do Gabinete e foi nomeada Ministra para o Desenvolvimento.
- Richard Hermer foi nomeado Procurador-Geral fora do parlamento e receberá um título vitalício na Câmara dos Lordes, em vez de Emily Thornberry, que retorna ao backbench.
- Hermer (Procurador-Geral), Alan Campbell (Chefe do Partido na Câmara dos Comuns) e Darren Jones (Secretário Chefe do Tesouro) apenas participam do Gabinete, funções que eram membros plenos do Gabinete Sombra.
- O Lorde Kennedy de Southwark (Chefe do Partido na Câmara dos Lordes) e Ellie Reeves (Coordenadora Nacional Adjunta da Campanha) não foram nomeados para o Gabinete.